# Mangareva
Pour la langue mangareva, voir Mangarévien.
Mangareva (en tahitien Ma’areva) est la principale et la plus centrale des îles de l'archipel des îles Gambier. Elle est administrativement divisée en six districts (Rikitea, Kirimiro, Gatavake, Atituiti, Akaputu et Taku). Le village de Rikitea est le chef-lieu de l'île ainsi que de l'archipel des Gambier.

## Géographie

### Situation
Mangareva est situé à 1 590 km au sud-est de Tahiti. L'île mesure 8 km de longueur pour une surface totale de terres émergées de 15,4 km2. Les points culminants de l'île sont le mont Duff à 441 m d'altitude et le mont Mokoto à 423 m.

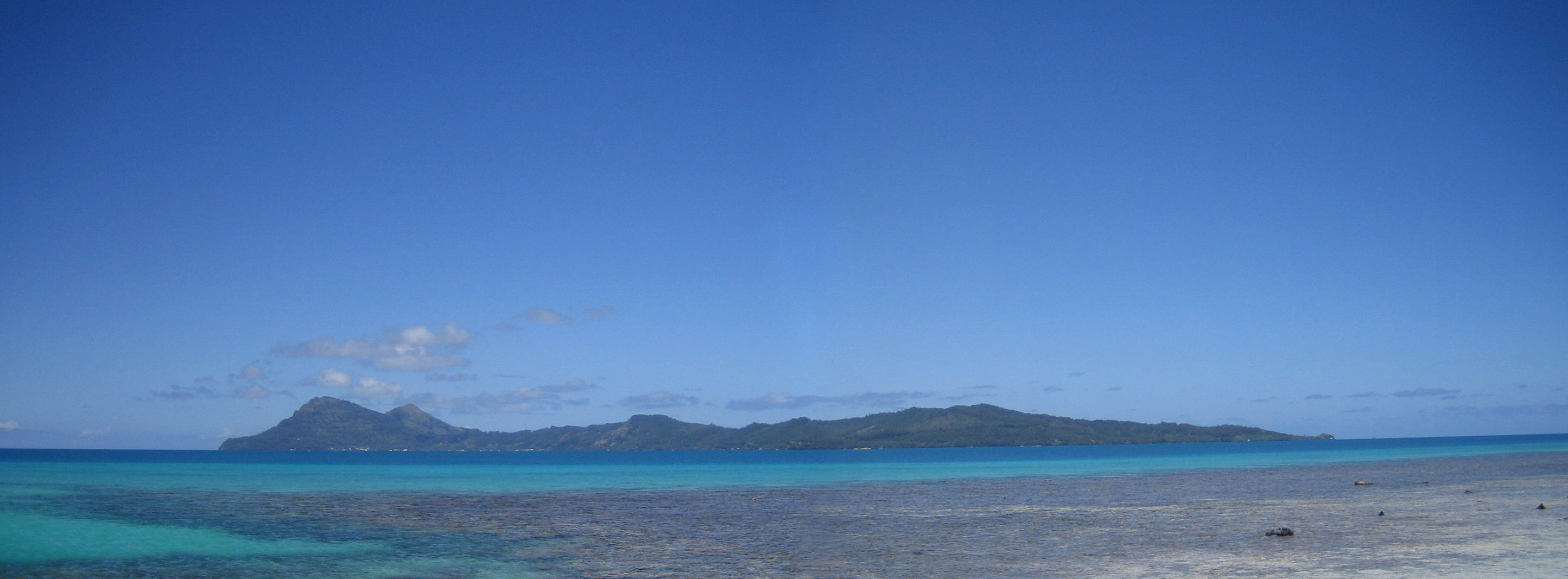
Mangareva, vue du motu Totegegie.
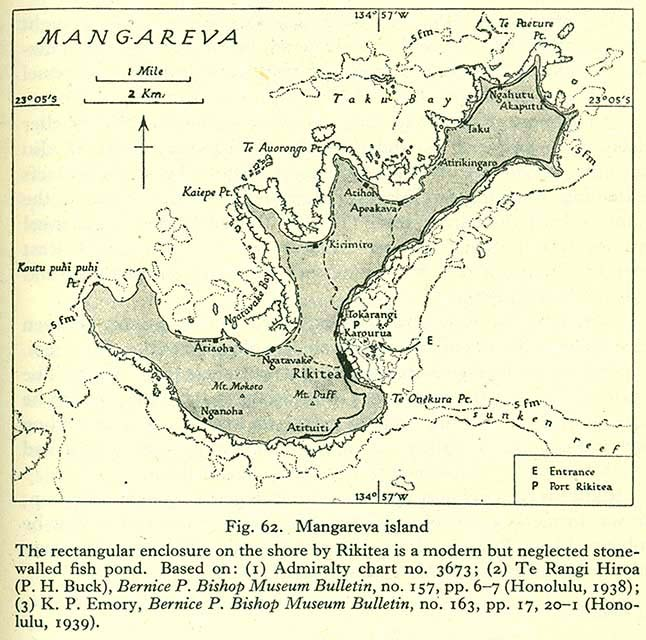
Carte de Mangareva datant de 1938.
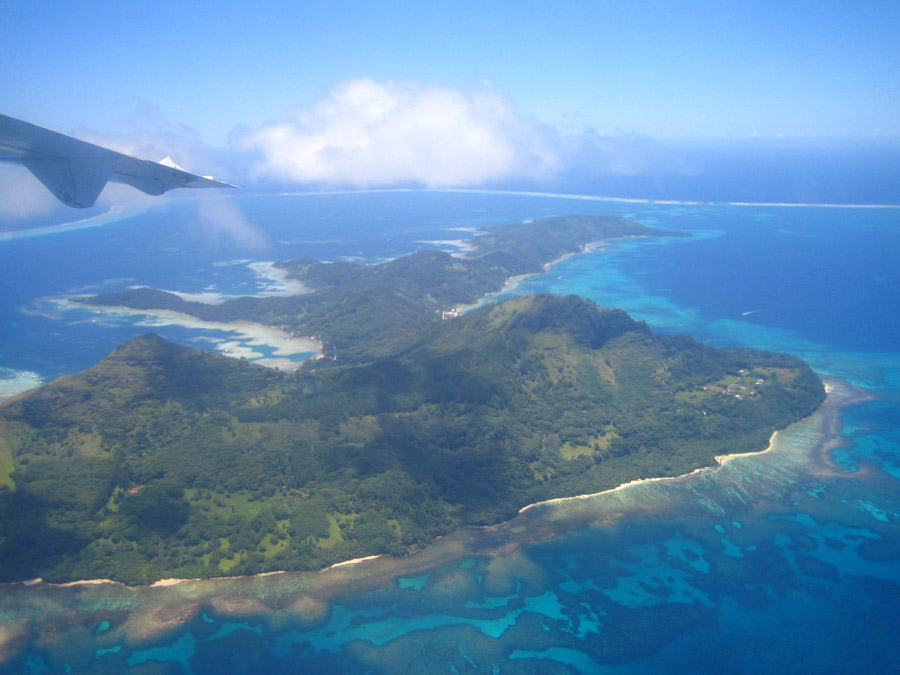
Vue aérienne de Mangareva. Arrière-plan le lagon des Gambier.
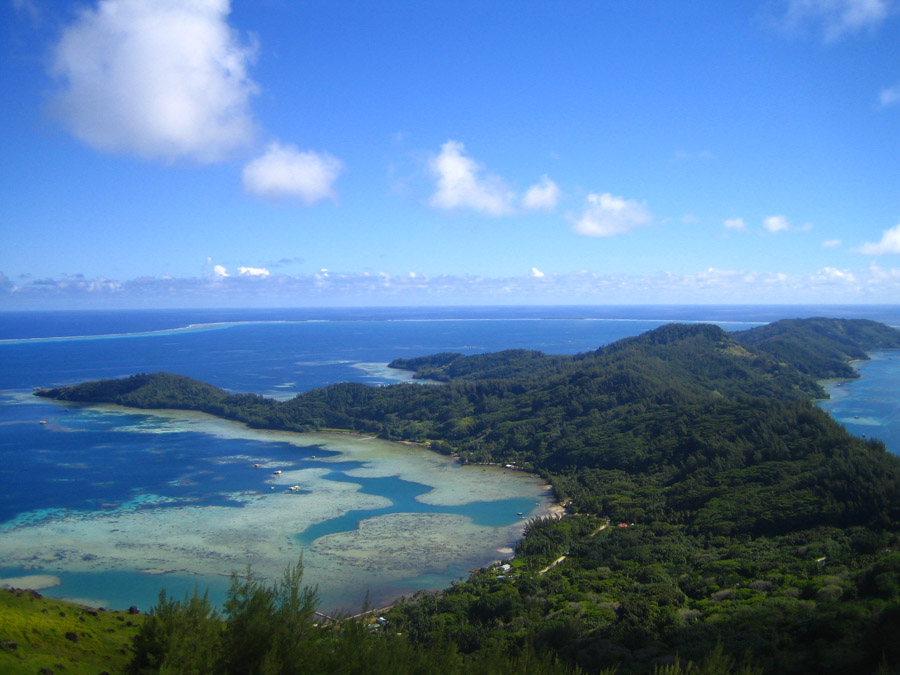
Vue sur Mangareva depuis le mont Mokoto.

### Démographie
En 2017, la population totale de Mangareva est de 1 384 personnes, principalement réparties dans sept villages : Rikitea (511 habitants), Gatavake, Kirimiro, Taku, Akaputu, Atirikigaro et Atiaoa ; son évolution est la suivante :
|                                                         |  |  |  |  | 1239 | 1384 |
| Sources ISPF et Gouvernement de la Polynésie française. |  |  |  |  |      |      |

## Histoire
L’île de Mangareva a été abordée durant le premier millénaire ap. J.C. par les Polynésiens qui y ont élevé des marae. Cette île commerçait beaucoup avec d'autres, dont en particulier les îles Pitcairn et Henderson. Cependant ces premiers habitants ont surexploité les ressources de l’île, ce qui a eu pour conséquences de distendre les liens avec les autres îles.
La première mention de l’île par un Européen est faite par le navigateur anglais James Wilson le 19 mai 1797 : il y séjourne une semaine,. L’île est aussi visitée durant quinze jours à partir du 29 décembre 1825 par Frederick William Beechey qui la nomme « Pear Island », puis le 4 août 1838 par l'explorateur français Jules Dumont d'Urville qui y fait escale durant onze jours.
Au XIXe siècle, Mangareva devient un territoire français peuplé alors d’environ 1 500 habitants autochtones vers 1850.
Au XXe siècle, en juillet 1966, les Mangareviens sont exposés aux retombées radioactives dues aux essais nucléaires de l’armée française à Moruroa et Fangataufa (lesquels ont pris fin en 1996) : les responsables militaires ont connaissance des doses reçues par l’île et de leurs effets, mais les Mangareviens ne parviennent pas à faire reconnaître leurs maladies comme liées à ces essais et à en obtenir réparation : cette information ne sera rendue publique qu’en 1998 par le journaliste Vincent Jauvert.

## Environnement et biodiversité
L'île et son environnement marin abritent une riche biodiversité, même si en partie dégradée par l'exploitation ou la surexploitation de certaines ressources naturelles. Ce patrimoine est encore incomplètement inventorié ,.

### Retombées des essais nucléaires
Cette île et son environnement marin font partie des zones touchées par les retombées des 41 « tirs » aériens effectués de 1966 à 1974 pour les essais nucléaires français réalisés dans le Pacifique sud. Lors de ces tirs, les populations étaient abritées dans des hangars ou des bunkers équipés d'un système de filtration – par charbon de bois activé – de l'iode radioactif et du césium présents dans l'air. Cependant, l'île a été officiellement exposée à des retombées radioactives importantes, en particulier en 1966 et 1971. Ainsi, le 2 juillet 1966, le niveau de radiation aux Gambier était plus de 1 000 fois supérieur à celui relevé, en France métropolitaine, après le passage du nuage de Tchernobyl (et plus de 100 fois supérieur, le 12 juin 1971, à Tureia) ; la radioactivité de la pluie a dépassé, aux Gambier et à Tureia, « le 26 septembre 1966, respectivement 850 millions de fois et 199 millions de fois le niveau de radioactivité naturelle des précipitations » et le 26 septembre 1966, elle était « 69 000 fois supérieure aux valeurs maximales publiées par la Direction des centres d'expérimentations nucléaires (DIRCEN) pour les eaux de captage des Gambier (essai du 2 juillet 1966) ». À Tureia, le 26 septembre 1966, elle « a été 600 fois supérieure aux valeurs maximales publiées par la DIRCEN pour les eaux de citerne de Tureia (essai du 12 juin 1971) ».
Une étude faite par la CRIIRAD s'est basée sur des mesures radiométriques au niveau du sol par scintillomètre DG5, et sur l'analyse d'échantillons solides (béton, remblais, terres spécifiques) ainsi que sur des carottages de sol et ou de sédiment « à la fois sur des sites représentatifs de terrains soumis aux retombées directes et sur des secteurs d’accumulation spécifique » afin de reconstituer la contamination au moment des retombées, et déterminer la contamination résiduelle actuelle. Le seul radionucléide artificiel émetteur gamma encore détecté dans les horizons superficiels est le césium 137 (dans les 3 strates de chaque carottage : Taku (0,7 à 1,8 Bq/kg sec), Taravai (3,1 à 6,8 Bq/kg sec), Rikitea (0,5 à 2,8 Bq/kg sec). La radioactivité due au césium 137 (à Taravai) est le double d'ailleurs, sans doute en raison de la situation de sous-bois, qui est propice à une interception plus forte et à une meilleure fixation du césium dans les sols.
Le tritium radioactif a été absorbé par les plantes et se montrait encore en 2005 nettement plus concentré dans les cernes du bois de cocotier formé après les essais qu'avant et aujourd'hui. Dans le bois de cocotier le taux de césium diminue (décroissance radioactive). À l'inverse, le taux de carbone 14 n'a cessé de croître selon la CRIIRAD, « ceci s’explique probablement par la longue période du carbone 14 (5 730 ans) qui permet des accumulations ».
Les eaux de distribution ne présentent pas ou plus d’excès de radioactivité selon les analyses faites en 2005. L'étude conclut que dans les domaines terrestre et de l'eau potable, sur Mangareva (et Tureia et Hao) les analyses d'échantillons abiotiques n'ont pas révélé d’anomalies radiologiques susceptibles en 2005 de mettre en péril la santé publique, mais que des radionucléides ont été accumulés ou bio-accumulés dans certains sols, sédiments, bois ou végétaux ; le rapport recommande des analyses complémentaires (faites avec des moyens plus importants) sur la faune, la flore et les réseaux trophiques terrestres et aquatiques.

## Économie
L’économie de l’île de Mangareva est fortement dépendante du tourisme balnéaire, mais aussi culturel avec la cathédrale Saint-Michel construite en pierre de corail et coquillage, ou d’autres ruines laissées par les missionnaires. Par ailleurs, se trouvait sur la pointe nord-est de l’île un bunker, désormais détruit, qui servait dans les années 1960, à l’époque des essais nucléaires, à protéger les militaires lors des tirs nucléaires français. Un autre bunker, près de Rikitea, construit initialement pour protéger la population, servait de lieu d’entreposage pour la commune et fut lui aussi détruit en avril 2008. Une génératrice à gaz alimente une partie de l’île en électricité.
Grâce à l’aérodrome de Totegegie construit en 1967 et situé sur le motu homonyme, Air Tahiti assure des liaisons régulières depuis l’aéroport international de Tahiti Faa'a situé à 1 652 km. Il accueille, en moyenne, environ 220 vols et 8 000 passagers par an.

## Culture
Les mythes et les légendes orales mangaréviennes rapportent que c’est de cet atoll qu’est parti, vers l’est, un groupe de navigateurs à la recherche de terres nouvelles, qui atteignit Rapa Nui (la « grande Rapa ») et aperçut la mythique Hawaiki.
L’île est le siège de la cathédrale Saint-Michel de Rikitea.

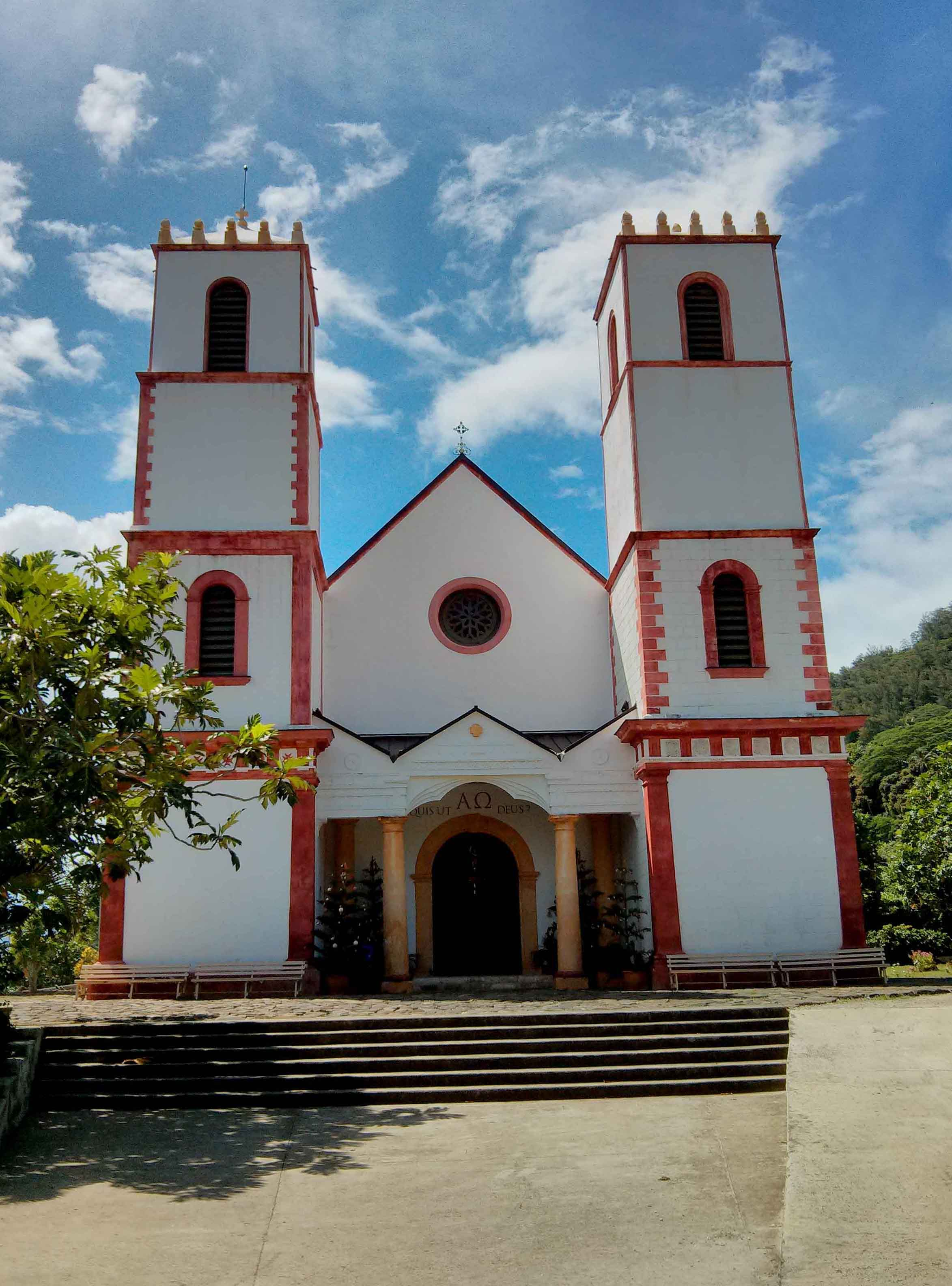
La cathédrale Saint-Michel en 2014.
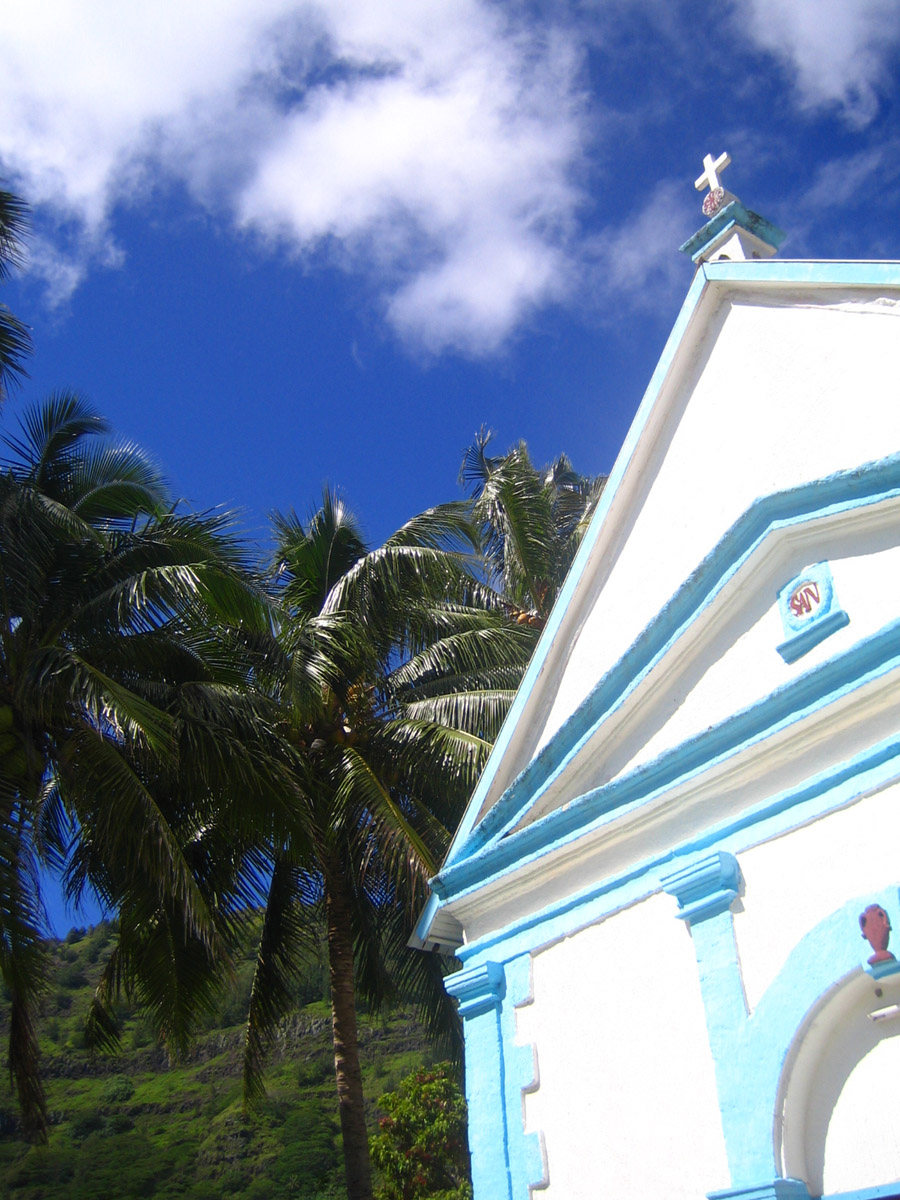
Petite chapelle à Mangareva en 2006.
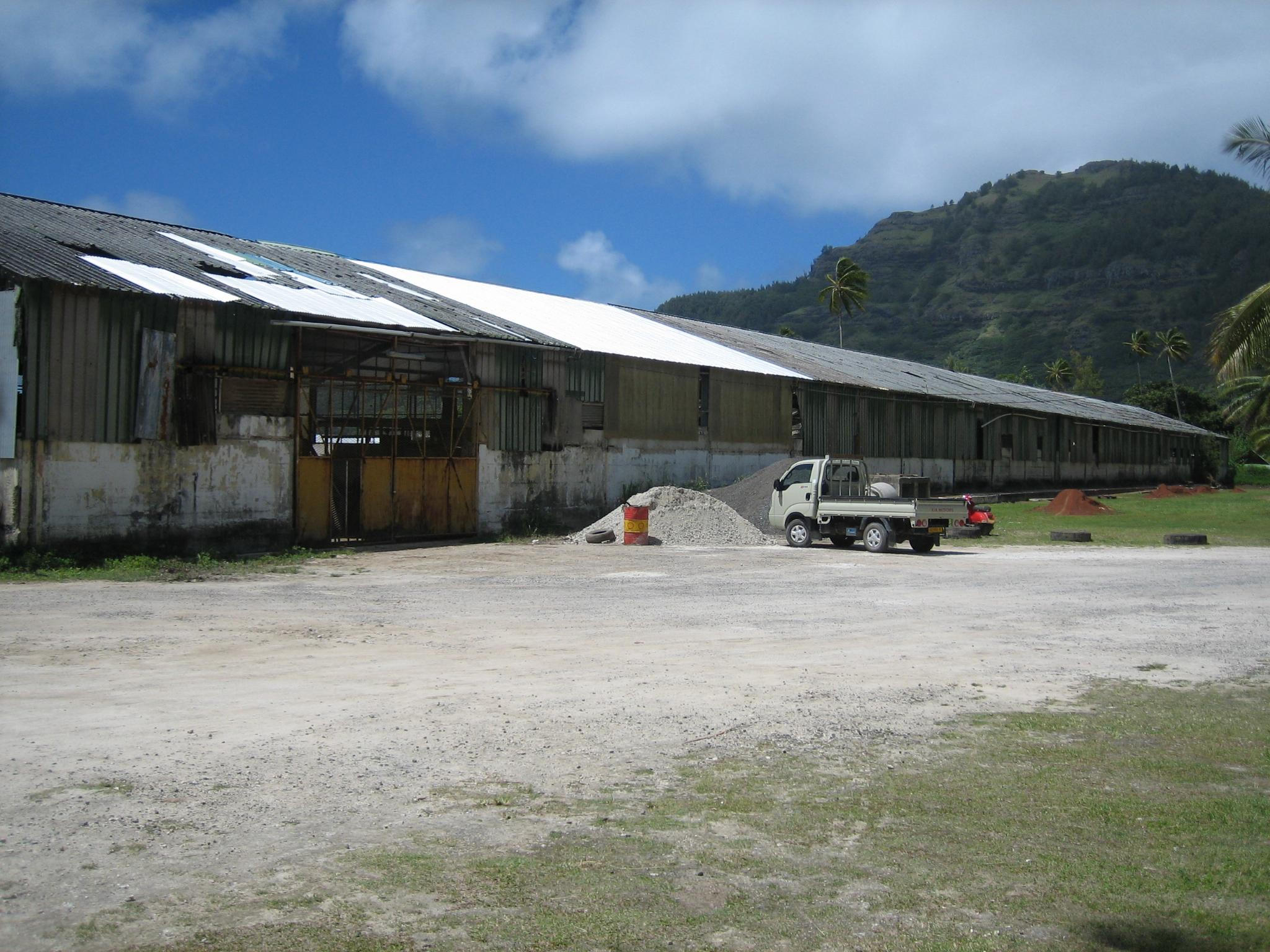
Ancien blockhaus (en 2007) servant d'abri lors des essais nucléaires.